# David Helliwell
David Helliwell (Vancouver, 26 luglio 1935 – Vancouver, 30 dicembre 1993) è stato un canottiere canadese.

## Biografia

### Carriera sportiva
Helliwell nel 1956 ha fatto parte dell'equipaggio dell'otto che ha vinto la medaglia d'argento ai Giochi olimpici di Melbourne 1956, battuto solo dall'imbarcazione statunitense.
Due anni dopo, con il quattro con, ha vinto la medaglia d'argento ai Giochi del Commonwealth di Cardiff 1958.
Lo stesso anno è stato introdotto nella Hall of fame olimpica canadese, a cui seguì l'introduzione nell British Columbia Sports Hall nel 1976 e nella University of British Columbia Sports Halls of Fame nel 2010.

### Dopo il ritiro
Nel 1959 si laureò in storia e studi internazionali presso l'Università della Columbia Britannica dove allenò brevemente prima di dedicarsi alla carriera di commercialista.

## Palmarès
- Giochi olimpici

Melbourne 1956: argento nell'otto.
- Giochi del Commonwealth

Cardiff 1958: argento nel quattro con.